# Luis Phelipe
Luis Phelipe de Souza Figueiredo (* 12. Februar 2001 in Santos) ist ein brasilianischer Fußballspieler.

## Karriere
Luis Phelipe begann seine Karriere bei Red Bull Brasil. Für Red Bull Brasil absolvierte er 2019 ein Spiel in der Staatsmeisterschaft von São Paulo. Nachdem Red Bull den Zweitligisten CA Bragantino übernommen hatte, rückte Luis Phelipe im April 2019 in den Kader von Bragantino.
Im Mai 2019 debütierte er in der Série B, als er am vierten Spieltag der Saison 2019 gegen den Londrina EC in der 87. Minute für Barreto eingewechselt wurde.
Im Juli 2019 wechselte Luis Phelipe nach Österreich zum FC Red Bull Salzburg, bei dem er einen bis Mai 2024 laufenden Vertrag erhielt. Zunächst sollte er jedoch für das Farmteam FC Liefering zum Einsatz kommen. Für Liefering kam er in der Saison 2019/20 zu 19 Einsätzen in der 2. Liga.
Im August 2020 kehrte der Spieler leihweise nach Brasilien zum inzwischen erstklassigen Red Bull Bragantino zurück. Für Bragantino kam er bis zum Ende der Leihe im Sommer 2021 zu elf Einsätzen in der Série A. Im Juli 2021 wurde er in die Schweiz an den FC Lugano weiterverliehen. Für Lugano kam er insgesamt zu fünf Einsätzen in der Super League, ehe im Februar 2022 sowohl sein Vertrag in Lugano als auch in Salzburg aufgelöst wurde.
Daraufhin kehrte Luis Phelipe in seine Heimat zurück und wechselte zu Atlético Goianiense, wo er einen Vertrag bis Jahresende 2024 erhielt. Im April 2022 wurde er an den Zweitligisten Náutico Capibaribe verliehen. Auch zur Saison 2023 schlossen sich weitere Leihen an. Zur Austragung der Staatsmeisterschaft von Rio de Janeiro an den Botafogo FR. Die Leihe wurde bis zum Dezember des Jahres und enthielt eine Kaufoption über 1,5 Millionen Real für 80 % der Transferrechte. Im März 2023 wurde die Leihe vorzeitig beendet. Luis Phelipe kam zum Paysandu SC, um mit diesem in der Série C 2023 anzutreten. Am 29. Juni 2023 unterschrieb Luis Phelipe einen Zweijahresvertrag bei Politehnica Iași, die gerade in die rumänische Liga I aufgestiegen waren. In 19 Ligaspielen erzielte er insgesamt drei Tore. 
Im Dezember 2023 gab Politehnica Iași bekannt, dass Phelipe zu FCSB wechseln würde. Der Transfer wurde am 24. Dezember 2023 bestätigt und trat im Januar 2024 in Kraft. Bei FCSB bestritt er 17 Ligaspiele ohne Torerfolg und kam zusätzlich in europäischen Wettbewerben zum Einsatz.
Im Januar 2025 verließ Luis Phelipe das Trainingslager von FCSB aus persönlichen Gründen, was zu einer einvernehmlichen Vertragsauflösung führte. Am 23. Januar 2025 wurde er als Neuzugang von Sheriff Tiraspol vorgestellt. Bei Sheriff trägt Phelipe die Rückennummer 70 und wird im Sturm eingesetzt.